# 高湝
高湝（538年—577年），渤海郡蓨縣（今河北景縣）人，北齊政權奠基者高歡之第十子，母親為小爾朱氏，曾名義上成為北齊皇帝。

## 生平
高湝年少而聰明，天保元年（550年）六月，高湝被封為任城王。自孝昭帝、武成帝在位期間時，車駕還鄴，他們常令高湝鎮守晉陽，總理并州事務。後又任司徒、太尉、并州錄尚書事。天統三年（567年）八月，任太保、并州刺史，加封正平郡公。當時有一位婦人在汾水洗衣服，有一名乘馬人換了婦人的新靴，婦人就只好拿著他的舊靴去州衙門告官。而高湝就召來住在城外的居民，展示那對靴子，說：「有一位乘馬人在路途上被賊人劫害，遺下此靴，你們之中有沒有此人的親屬？」一婦人哭訴：「我的兒子昨天穿著此靴去妻子的家！」不久就捕獲那乘馬人，當時的人認為他十分明察秋毫。
武平元年（570年）二月，高湝遷任太師、司州牧，再為冀州刺史，加封太宰，後成為右丞相、都督、青州刺史。武平五年（574年），青州人崔蔚波夜襲城，高湝在倉卒之際擊退賊人，破崔蔚波的軍隊。後來拜為左丞相，轉任瀛州刺史。後來後主逃至鄴時，加封高湝為大丞相。
安德王高延宗於晉陽稱帝時，派遣劉子昂向高湝勸說歸順高延宗。但高湝不聽，執捕劉子昂送到鄴。其後幼主逃至濟州時禪位給高湝，當讓位的詔書還未抵達，幼主便被周軍俘虜。高湝與廣寧王高孝珩在冀州召募四萬多人，攻打周軍。當北周齊王宇文憲來伐時，他先遣送降書及大赦詔，但高湝都丟到井中。戰敗後，他和高孝珩都被擒。宇文憲問：「任城王，這又何苦呢？」高湝說：「我是北齊神武帝之子，兄弟十五人，只有我獨存，當逢國家滅亡，今日死去，無愧於祖先。」宇文憲十分敬佩，歸還他的妻子。快到鄴城時，他在馬上大哭，跳到地上，血流滿面。至長安，他和後主一同被殺。

## 家庭
王妃卢氏，被赐给斛斯征，蓬首垢面，长斋不言笑。征放之，乃为尼。隋朝开皇三年，上表请求隋文帝葬高湝及五子于长安北原。
次子高建德，出繼幼弟高洽。